# Václav Sehnal
Václav Sehnal (16. srpna 1871 Kozojedy – ???) byl český a československý politik, meziválečný senátor Národního shromáždění ČSR za Republikánskou stranu zemědělského a malorolnického lidu (agrárníky).

## Biografie
Profesí byl rolníkem z Kozojed u Nového Bydžova.
V parlamentních volbách v roce 1920 získal za agrárníky senátorské křeslo v Národním shromáždění. Mandát obhájil v parlamentních volbách v roce 1925, parlamentních volbách v roce 1929 a parlamentních volbách v roce 1935. V senátu zasedal do jeho zrušení roku 1939, přičemž krátce předtím, v prosinci 1938, ještě přestoupil do klubu nově zřízené Strany národní jednoty.